# Округ Хопкинс (Тексас)
Округ Хопкинс (енгл. Hopkins County) је округ у америчкој савезној држави Тексас. По попису из 2010. године број становника је 35.161.

## Демографија
Према попису становништва из 2010. у округу је живело 35.161 становника, што је 3.201 (10,0%) становника више него 2000. године.
| Група             | 2000.          | 2010.          |
| Белци             | 25.946 (81,2%) | 26.501 (75,4%) |
| Афроамериканци    | 2.554 (8,0%)   | 2.483 (7,1%)   |
| Азијати           | 79 (0,2%)      | 175 (0,5%)     |
| Хиспаноамериканци | 2.967 (9,3%)   | 5.368 (15,3%)  |
| Укупно            | 31.960         | 35.161         |